# 半管口紫溝
半管口紫溝（学名：Viriola connata）为左錐螺科雙肋螺屬下的一个种。